# Алоїз I
Алоїз I (нім. Alois I.), ім'я при народженні Алоїз Йозеф Йоганнес Непомук Мельхіор фон унд цу Ліхтенштейн (нім. Alois Josef  Johannes Nepomuk Melchior von und zu Liechtenstein, 14 травня 1759 —  24 березня 1805) — 9-й князь Ліхтенштейн у 1781—1805 роках, син попереднього князя Ліхтенштейну Франца Йосифа I та графині Леопольдіни фон Штернберг. Помер бездітним, внаслідок чого трон Ліхтенштейну успадкував його молодший брат Йоганн.

## Біографія
Алоїз народився 14 травня 1759 року у Відні. Він був п'ятою дитиною та третім сином в родині кронпринца Ліхтенштейну Франца Йосифа та його дружини Леопольдіни фон Штернберг. Хлопчик мав старшого брата Франца де Паулу, який пішов з життя наступного року, та сестер Леопольдіну й Марію Антонію. Ще один брат помер до його народження. Згодом сім'я поповнилася молодшими дітьми: Йоганном, Філіпом та Марією Йозефою.
Країною в той час втретє правив його двоюрідний дід Йосиф Венцель I, який не мав нащадків. Після смерті того у 1772 році престол перейшов до батька Алоїза. Франц Йосиф I зміг розширити як земельні володіння, так і художню колекцію країни, а також зміцнив господарство.

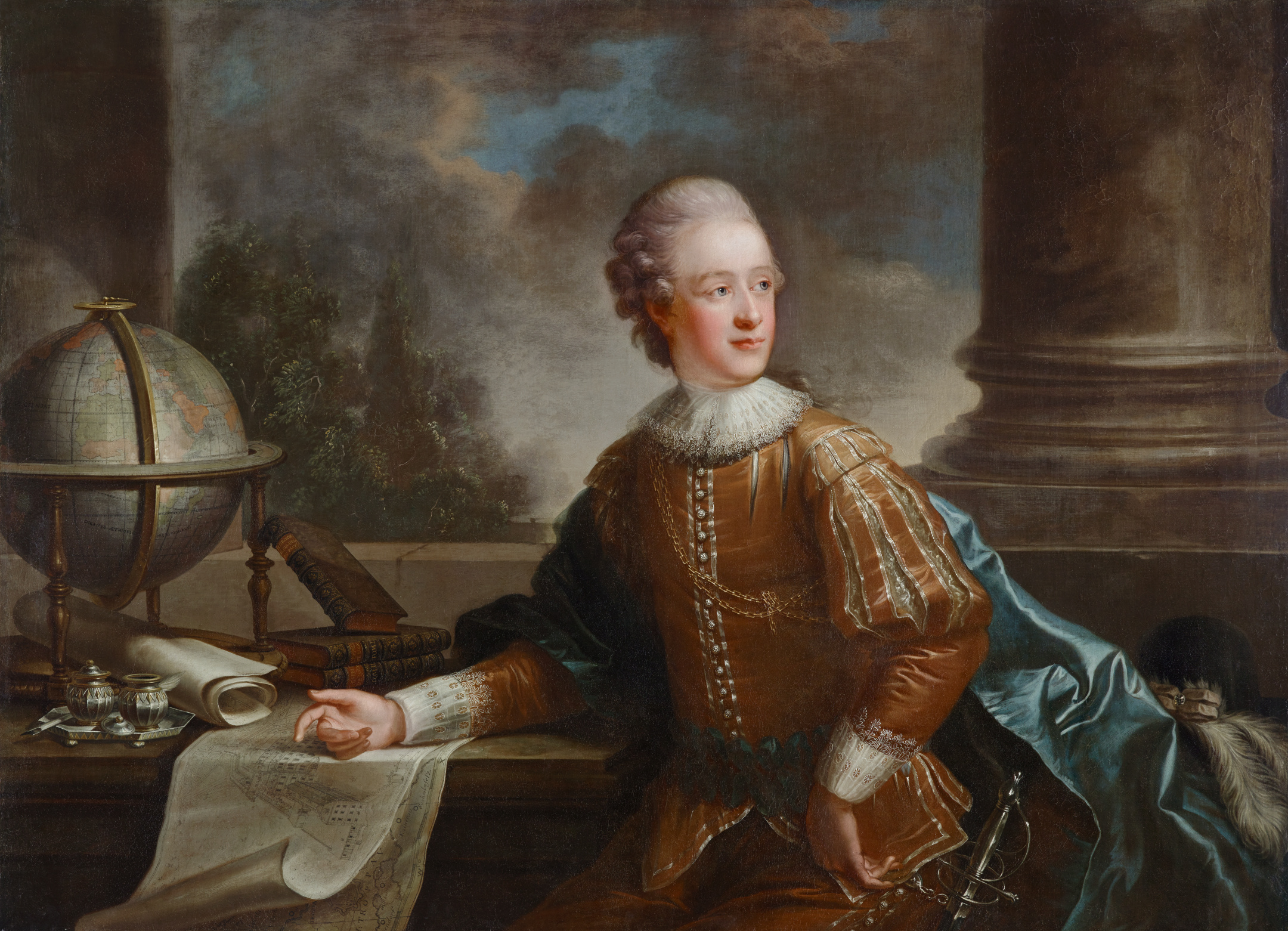
Алоїз на портреті пензля Августа Фрідріха Оеленхайнца

Алоїз успадкував владу в князівстві у серпні 1781. До цього часу він встиг побувати на військовій службі в імперській армії та взяти участь у війні за баварську спадщину. Остаточно він залишив армію у 1783 році, одружившись та присвятивши себе веденню державних справ.
Ставши правлячим князем, у віці 24 років Алоїз побрався із графинею Кароліною фон Мандершайд-Бланкенхайм, якій за кілька днів перед весіллям виповнилося 15 років. Вінчання пройшло у Фелдсберзі, моравському володінні Ліхтенштейнів, 16 листопада 1783. Спільних дітей у подружжя не було, проте Кароліна у 1790-х народила сина та доньку від роману з австрійським офіцером.
У 1799 році в країну було вторгнення французьких військ під проводом Андре Массена.
Головним чином князь цікавився лісівництвом і садівництвом, внаслідок чого ліси Ліхтенштейну перебували у відмінному стані. Прокладав дороги. Підтримував розвиток гірничого діла у моравських володіннях, яке приносило чималий прибуток. Збудував чавуноливарний завод в Оломоуці.
Розширив бібліотеку Ліхтенштейнів, купуючи цілі колекції книжок. Наймав сезонні театральні трупи та утримував оркестр. Реконструював палац Ліхтенштейнів на Герренгассе у Відні за проектом Йозефа Гардмута.
Під час його правління в Ліхтенштейні відбулася остання в історії князівства смертна кара: у Вадуці була страчена злодюжка Барбара Ерні.
Мав слабке здоров'я і помер 45 років. Похований у крипті дому Ліхтенштейнів у Вранові (сучасна Чехія).

## Нагороди
- Орден Золотого руна № 836 (Австрійська імперія).